# Kerivoula titania
Kerivoula titania är en fladdermus i familjen läderlappar som förekommer i Sydostasien.
Arten har 34 till 36 mm långa underarmar, en 48 till 53 mm lång svans, 14 till 15 mm stora öron och en vikt av 4,4 till 4,8 g. Ovansidans päls bildas av hår som är svartaktiga vid roten, ljusare grå i mitten och åter mörkgrå vid spetsen vad som ger en grå pälsfärg. På undersidan är pälsen ljusare grå. Hjärnskålen är hos Kerivoula titania lite avplattad.
Djuret lever i Kambodja, Laos, Myanmar, Thailand och Vietnam. Individerna vistas i låglandet och i bergstrakter upp till 1600 meter över havet. Landskapet kännetecknas av städsegröna och lövfällande skogar samt av kalkstensklippor.
Troligtvis påverkas arten negativ av skogsavverkningar. Internationella naturvårdsunionen listar Kerivoula titania som livskraftig (LC).